# Плотников Володимир Олександрович
Володимир Олександрович Плотников (7 (19) травня 1873, Орел — 11 вересня 1947, Київ) — український і радянський учений-електрохімік, член-кореспондент АН СРСР, академік АН УРСР (обраний 23 лютого 1920 року), директор Інституту хімії АН УРСР.

## Біографія
Народився 7 (19 травня) 1873 року в місті Орлі. В 1895 році закінчив Московський університет. Працював у КПІ з 1899 по 1941 рік (з 1910 року — професор), у 1931–1941 роках одночасно — директор Інституту хімії АН УРСР.
В. О. Плотніков започаткував дослідження з електрохімії неводних розчинів, які згодом у 20-30-х роках розвинулися в оригінальний науковий напрямок, відомий серед науковців під назвою «Київська електрохімічна школа». В. О. Плотнікову із співробітниками вдалося вперше у світі одержати шляхом електролізу металічний алюміній при кімнатній температурі. В передвоєнний час школа В. О. Плотнікова зробила вагомий внесок у вивчення природи електролітних розчинів. У цей період на кафедрі працювали науковці, роботи яких сприяли розвитку хімії неводних розчинів: чл.-кор. НАНУ В. О. Ізбеков, проф. М. О. Рабинович, проф. Я. А. Фіалков, проф. Ю. Я. Горенбейн, П. З. Фішер, акад. НАНУ Ю. К. Делімарський та ін.
У часи німецької окупації (1941—1943) був Президентом Української академії наук у Києві.
Науковець пережив червоний терор під час більшовицької окупації Києва. Навіть у важкому 1919 році, коли Політехнічний інститут не працював, Плотников продовжував свої досліди при максимально можливій тоді температурі — +9. Після тих часів учений зберіг крайнє негативне ставлення до більшовицької влади.
65 років (1938 рік) після запалення легенів зір його значно погіршився. Фактично, він розрізняв тільки яскраве світло і абсолютно не міг обходитися без допомоги своєї доньки Тетяни.
На початку війни з нацистами, через загрозу окупації, співробітники Академії Наук терміново евакуювалися з Києва. У вересні 1941 року з Куйбишева за Плотниковим спеціально прислали літак, але він відмовився вельми категорично: «Чого мені німця боятися, знавав я їх: Нерст, Тамман — дуже навіть пристойні люди…»
Під час окупації Києва очевидці розповідали, що матеріальний стан професорської родини був жахливим. Володимир Олександрович з донькою виживали тим, що варили мило.
Пропагуючи начебто відродження української нації, культури і освіти, німці започаткували Академію Наук і призначили Плотникова її президентом. Достеменно відомо, що Академія не працювала, а Плотников — і поготів: як за станом здоров'я, так і за відсутністю умов і мотивацій для праці, науковець жодного разу не з'явився в стінах Академії.
За два дні до звільнення Києва радянськими військами німці вивезли В. Плотникова з міста. Відомо, що певний час професор перебував у Вроцлаві, згодом опинився в Празі, звідки 25 травня 1945 рокуй написав листа президенту АН СРСР, після чого зміг повернутися до Києва.
Ставлення до старого професора з боку радянських органів влади було знущальним.
Після смерті В. Плотникова 1947 року починається період цілеспрямованого забуття й витравлення самого імені Плотникова з історії української хімічної науки.
Тільки в другій половині 70-х років ХХ ст. завдяки головному редакторові УСЕ М. Бажану і доктору хімічних наук Ю. Фіалкову ім'я академіка В. Плотникова фактично було реабілітовано, розповідає Ігор Шаров у своїй книжці Вчені України: 100 видатних імен [Архівовано 14 січня 2017 у Wayback Machine.].
Помер 11 вересня 1947 року. Похований в Києві на Лук'янівському цвинтарі (ділянка № 25).

## Наукова діяльність
В. О. Плотников поклав початок дослідженням електрохімії неводних середовищ, які розвинулися згодом у 1920—1930-х роках в оригінальний науковий напрямок, що одержав назву «Київської електрохімічної школи», яка набула світового визнання.
В. О. Плотникову і його співробітникам вдалося вперше у світі отримати шляхом електролізу металевий алюміній при кімнатній температурі.
У передвоєнні роки школа В. О. Плотникова зробила найвагоміший внесок у вивчення природи електролітних розчинів.